# El malvado Carabel (película de 1956)
El malvado Carabel es una película cómica española de 1956, protagonizada y dirigida por Fernando Fernán Gómez, basada en la novela homónima de Wenceslao Fernández Flórez.

## Argumento
Amaro Carabel (Fernando Fernán Gómez) es un hombre corriente de naturaleza bondadosa que vive con su tía y no logra casarse con su prometida puesto que su sueldo está permanentemente congelado. Durante una carrera campestre organizada por su empresa, Carabel tiene una charla bienintencionada pero indiscreta con uno de los clientes que le supone el despido. Entonces decide que la causa de sus desgracias reside en haberse comportado siempre con honradez y anuncia a su tía su intención de volverse un hombre malvado.
Carabel intenta realizar algunas fechorías como volverse carterista, secuestrar a un niño, usar a ese mismo niño para la mendicidad, robar un hotel o atracar a un viandante, siempre con resultados desastrosos. Finalmente decide robar la caja fuerte de su antigua empresa.
Carabel logra hacerse con la caja fuerte y llevarla a casa, pero le resulta totalmente imposible abrirla. Además, su prometida, Silvia, le da un ultimátum; o arregla su vida en 21 días o se casará con otro hombre. 
Enterado de que su tía está haciendo un curso de hipnosis por correspondencia, Carabel intenta a la desesperada usarlo para hipnotizar a sus antiguos jefes y que le den la llave de la caja. Una vez allí, sin embargo, los jefes, que andan escasos de empleados, deciden readmitirle en la empresa (con reducción de sueldo). Carabel acepta gustosamente la oferta pero por desgracia el plazo impuesto por Silvia ha expirado.
Pasa un tiempo y mientras corrige una misiva lee un mensaje de amor dirigido a su persona, al alzar la vista se encuentra con que ha sido escrito por Silvia, que también ha conseguido trabajo en la empresa y finalmente no se casó después de todo. Ahora que disponen de dos sueldos, los prometidos podrán casarse y Carabel abandona definitivamente cualquier pretensión malévola.

## Reparto
| Intérprete                | Personaje                       |
| ------------------------- | ------------------------------- |
| Fernando Fernán Gómez     | Amaro Carabel                   |
| María Luz Galicia         | Silvia                          |
| Rafael López Somoza       | Gregorio                        |
| Julia Caba Alba           | Alodia                          |
| Joaquín Roa               | Cardoso                         |
| Rosario García Ortega     | Señora de los modelos           |
| Julio Sanjuán             | Giner                           |
| Fernando Rodríguez Molina | Cami                            |
| Xan das Bolas             | Bedel                           |
| Julio Goróstegui          | Señor Echevarría                |
| Aníbal Vela               | Hombre en baile                 |
| José María Gavilán        | Hombre atracado                 |
| Manuel Alexandre          | Mateo Solá                      |
| Ángel Álvarez             | Olalla                          |
| Antonio García Quijada    | Bofarull                        |
| Ángela Tamayo             | Tere                            |
| Lis Rogi                  | Mujer en baile                  |
| Isana Medel               | Juanita                         |
| Carmen Sánchez            | Madre de Silvia                 |
| Miguel Armario            | Guardia                         |
| María Rey                 | Acompañante del hombre en baile |
| Julia Delgado Caro        | Doña María                      |
| José G. Rey               | Hombre de la cartera            |
| Miguel Pastor             | Narrador                        |
| Antonio Molino Rojo       | Oficinista                      |
| Antonio Moreno            | Policía                         |

- Datos: Q11681381